# Trận Elaia-Kalamas
Trận Elaia-Kalamas diễn ra ở Epirus vào ngày 8 tháng 11 năm 1940, giữa người Ý và Hy Lạp, trong giai đoạn đầu của cuộc chiến tranh Hy Lạp-Ý. Quân đội Ý, vốn được triển khai dọc biên giới Albania-Hy Lạp từ trước chiến tranh, đã phát động một cuộc tấn công lớn chống Hy Lạp vào ngày 28 tháng 10 năm 1940. Lực lượng chính của người Ý tấn công vào vùng Eripus, trong khi một bộ phận khác tấn công vào dãy núi Pindus. Ở Eripus, người Hy Lạp từ từ rút lui về lập phòng tuyến dọc Elaia-sông Kalamas, nhưng họ nhanh chóng bị áp đảo lực lượng và Bộ Tổng Tham mưu Hy Lạp đã tính tới kết quả bi quan nhất. Thế nhưng, các đơn vị Hy Lạp địa phương, do thiếu tướng Charalambos Katsimitros chỉ huy đã chặn đứng lại bước tiến của người Ý. Cùng với thất bại trong trận Pindus, cuộc xâm lăng Hy Lạp của người Ý hoàn toàn thất bại. Chỉ huy quân đội Ý ở Albania, Sebastiano Visconti Prasca đã buộc phải rời nhiệm sở vào ngày 9 tháng 11. Trong vài tuần tiếp theo, quân Hy Lạp tổ chức một cuộc phản công toàn diện quân Ý, buộc người Ý phải rút lui vào sâu trong nội địa lãnh thổ Albania.

## Bối cảnh
Sau khi Ý xâm lược Albania năm 1931, Bộ Tổng Tham mưu Hy Lạp đã cảnh báo một cuộc tấn công tiềm tàng của quân đội Ý từ lãnh thổ Albania. Lo ngại một cuộc tấn công phối hợp giữa Ý và Bulgaria vào vùng Eripus và Macedonia-Tharce, Bộ Tổng Tham mưu đã chuẩn bị kế hoạch "IB" (Italy-Bulgaria), cơ bản nói về việc phòng thủ tại Eripus. Hai biến thể khác của kế hoạch về việc phòng thủ Eripus, là "IBa" - đẩy hệ thống phòng thủ lên tuyến biên giới, và "IBb" - dự định phòng ngự tại một vị trí trung gian, trước khi rút lui từ từ về tuyến sông Arachthos-Mestovo-sông Aliakmon-núi Vermion, để lại phần lớn Eripus cho quân đội Ý. Viên tư lệnh địa phương, thiếu tướng Charalambos Katsimitros của Sư đoàn 8 Lục quân đóng ở Ioannina, được để cho quyền quyết định lựa chọn kế hoạch thực hiện. Một yếu tố quan trọng trong lợi thế của Hy Lạp là họ đã xoay xở thu thập được thông tin tình báo về ngày giờ gần chính xác của cuộc tấn công, và đã hoàn thành việc động viên hạn chế tại những khu vực xảy ra cuộc tấn công dự kiến của Ý.

## Trận chiến
Trong những ngày đầu tiên của cuộc chiến,  Bộ Chỉ Huy Tối cao Hy Lạp nhìn chung là khá bi quan, khả năng về việc quân đội Hy Lạp có thể đẩy lùi quân xâm lược dường như không có do họ phải phòng thủ một khu vực rất khó bảo vệ. Các tướng lĩnh cho rằng, tuyến phòng thủ dọc biên giới với Albania rất yếu với một số ít binh lính phòng thủ, trước khi một cuộc tổng động viên ồ ạt được kêu gọi để có thể điều động số lượng quân tiếp viẹn cần thiết. Vì vậy, họ dự kiến sẽ trì hoãn bước tiến của quân Ý cho tới khi quân tiếp viện tới.
Tư lệnh địa phương, tướng Ch. Katsimitros nhận thấy giá trị chiến lược của khu vực này, khi mà hoả lực từ binh lính và tăng thiết giáp của quân xâm lược sẽ bị hạn chế do địa hình đồi núi và đầm lầy. Trái với chỉ thị của Bộ Tư lệnh tối cao, ông tập trung các lực lượng chính của mình lại, với ý định sẽ triển khai một phòng tuyến dọc theo tất cả các vị trí. Bộ Tư lệnh dưới quyền tướng Alexander Papagos đã miễn cưỡng chấp thuận kế hoạch của Katsimitros sau khi gửi tới khu vực một viên tham mưu trưởng, thiếu tướng Drakos, người sau khi nghiên cứu cẩn thận khu vực cũng hoàn toàn đồng ý với kế hoạch của Katsimitros.
Sáng 28 tháng 10, quân đội Ý nổ súng tấn công. Quân đoàn "Ciamurai", với mũi nhọn xung kích gồm các sư đoàn Siena số 51 và Ferrara số 23, cũng như Sư đoàn tăng thiết giáp số 131 Centauro, đã tiến về phía Kalpaki (Elaia), trong khi cánh phải của họ được hỗ trợ bởi Cụm quân duyên hải, "một nhóm nhỏ" khoảng 5,000 người.
Theo như kế hoạch đã hoạch định trước đó, quân Hy Lạp từ từ rút lui về phòng tuyến chính ở Elaia-Kalamas, cách biên giới với Albania khoảng 30 km (19 dặm) về phía nam, và nằm ở phía bắc Ioanna, nơi đóng trụ sở của tướng Katsimitros. Ngày 2 tháng 11, quân Hy Lạp đã đến được phòng tuyến và chốt giữ các vị trí đã định sẵn: Kalamas-Elaia-Grabala-đồi Kleftis. Cùng ngày, sau những đợt oanh kích của không quân và pháo binh, Sư đoàn Ferrara ồ ạt tấn công nhằm đưa lực lượng của họ tiến gần hơn tới Elaia, nhưng không mấy thành công.
Người Ý đã nhanh chóng phải đối mặt với những khó khăn đầu tiên, đó là thời tiết và địa hình. Những ngày sau đó, loại xe tăng L3/35 hạng nhẹ và M13/40 hạng vừa của họ không thể di chuyển trên địa hình đồi núi hay những con đường ngập bùn. Phòng tuyến của quân Hy Lạp dường như bất khả xâm phạm. Ngày 5 tháng 11, sau khi tiến chậm dọc theo bờ biển, Cụm quân duyên hải đã dựng được một đầu cầu bắc qua sông Kalamas. Tuy nhiên, thời tiết xấu, sự lãnh đạo không kiên định và bị chia rẽ bởi những ganh đua cá nhân, cũng như sự hiện diện của các bãi mìn, người Ý đã phải hứng chịu nhiều thương vong.
Ngày 8 tháng 11, cuộc tấn công Hy Lạp không thu được chút kết quả nào đã bị đình chỉ. Do sự thất bại hoàn toàn của chiến dịch, tướng Sebastiano Visconti Prasca đã phải rời khỏi nhiệm sở hai tuần sau đó, và thay thế bằng tướng Ubaldo Soddu.

## Hậu quả
Thành công trong việc phòng thủ Elaia-Kalamas cũng như ở miền núi Pindus, quân Ý đã bị người Hy Lạp đẩy lùi và phải rút sâu vào trong lãnh thổ Albania. Trước khi quân Đức can thiệp vào tháng 4 năm 1941, quân đội Hy Lạp đã tiến sâu từ 30 đến 80 km (18-49 dặm) vào lãnh thổ Albania.